# جیل بنت (بازیگر انگلیسی)
جیل بنت (به انگلیسی: Jill Bennett) (زاده ۲۴ دسامبر ۱۹۳۱-درگذشته ۴ اکتبر ۱۹۹۰) بازیگر انگلیسی بود.
از فیلم‌های معروف او می‌توان به بازی در فیلم فقط بخاطر چشمان تو اشاره کرد.